# 夢ノ浮舟
「夢ノ浮舟」(ゆめのうきふね)は、吉岡亜衣加の7枚目のシングル。2011年8月10日にティームエンタテインメントから8枚目のシングル「光彼方」と同時発売された。

## 概要
表題曲「夢ノ浮舟」は、OVA『薄桜鬼 雪華録』のオープニングテーマとして使用された。
「夢ノ浮舟」の歌詞は歴史的仮名遣いで表記されている。

## 収録曲
1. 夢ノ浮舟
作詞：森由里子、作曲：鶴由雄、編曲：太田美知彦
  - OVA『薄桜鬼 雪華録』オープニングテーマ
2. 果てなき肖像
作詞：上園彩結音、作曲：上野義雄、編曲：東タカゴー
3. 風道
作詞：吉岡亜衣加、作曲：山口真理、編曲：戸田章世
4. 夢ノ浮舟（instrumental）
5. 果てなき肖像（instrumental）
6. 風道（instrumental）